# Ingles
Ingles Markets, Inc. (ingles) er en amerikansk dagligvarekoncern, der er baseret i Black Mountain, North Carolina. De har 198 supermarkeder i Appalacherne (Alabama, Georgia, North Carolina, South Carolina, Tennessee og Virginia). Foruden supermarkeder har de shoppingcenter, tankstationer og et mejeri.
Den første Ingles-butik blev åbnet af Robert P. Ingle i 1963 i Asheville, North Carolina.